# Мюнхенбухзее
Мюнхенбухзее (нім. Münchenbuchsee) — місто  в Швейцарії в кантоні Берн, адміністративний округ Берн-Міттельланд.

## Географія
Місто розташоване на відстані близько 8 км на північ від Берна.
Мюнхенбухзее має площу 8,8 км², з яких на 33,8% дозволяється будівництво (житлове та будівництво доріг), 38,7% використовуються в сільськогосподарських цілях, 27,1% зайнято лісами, 0,3% не є продуктивними (річки, льодовики або гори).

## Демографія
2019 року в місті мешкало 10 355 осіб (+5,8% порівняно з 2010 роком), іноземців було 19,2%. Густота населення становила 1175 осіб/км².
За віковим діапазоном населення розподілялося таким чином: 20,5% — особи молодші 20 років, 58,6% — особи у віці 20—64 років, 21% — особи у віці 65 років та старші. Було 4621 помешкань (у середньому 2,2 особи в помешканні).
Із загальної кількості 5348 працюючих 26 було зайнятих в первинному секторі, 1084 — в обробній промисловості, 4238 — в галузі послуг.